# CAF Supercup 2012

De CAF Supercup 2012 was een wedstrijd tussen de winnaar van de CAF Champions League 2012, Espérance Sportive de Tunis uit Tunesië, en de winnaar van de CAF Confederation Cup 2012, Maghreb Fez uit Marokko.

## Wedstrijd informatie
|                              |                                            |         |                                       |                                                                |
| 25 februari 2012 15:00 UTC+1 | Espérance Sportive de Tunis                | 1–1     | Maghreb Fez                           | Stade Olympique de Radès, Radès Scheidsrechter: Daniel Bennett |
| 25 februari 2012 15:00 UTC+1 | Chemmam 90+10'                             | Verslag | Abourazzouk 20'                       | Stade Olympique de Radès, Radès Scheidsrechter: Daniel Bennett |
| 25 februari 2012 15:00 UTC+1 | Strafschoppen                              |         |                                       | Stade Olympique de Radès, Radès Scheidsrechter: Daniel Bennett |
| 25 februari 2012 15:00 UTC+1 | Mouelhi Derbali I. Msakni Hichri Y. Msakni | 3–4     | Escher El Basri Zekroumi Dahmani Diop | Stade Olympique de Radès, Radès Scheidsrechter: Daniel Bennett |